# WWF・インベイジョン
インベイジョン(InVasion)は、アメリカのプロレス団体WWFが2001年に主催したプロレス興行。また同興行を扱うPPVの名称である。この数週間前にアライアンスの侵攻ストーリーが始まったため全試合WWF対アライアンスとなっている。この年の11月にWWF対アライアンスのストーリーが終結したためか翌年以降この興行は行われていない。

## 試合結果
- 開催日 : 7月22日
- 開催場所 : オハイオ州クリーブランドのガンド・アリーナ
- 観客動員数 : 17,964人
- 大会公式曲 : Marilyn Manson -The Fight Song

- サンデー・ナイト・ヒート・マッチ -Sunday Night HEAT Match-

○チャボ・ゲレロ・ジュニア(アライアンス) vs スコッティ・2・ホッティ(WWF)●
- ○エッジ＆クリスチャン(WWF) vs ランス・ストーム＆マイク・オーサム(アライアンス)●

- ○アール・ヘブナー(WWF) vs ニック・パトリック(アライアンス)●

特別レフェリー ミック・フォーリー
- ○A.P.A(ブラッドショー＆ファルーク)(WWF) vs ショーン・オヘア＆チャック・パルンボ(アライアンス)●

- ○ビリー・キッドマン(アライアンス) vs X-パック(WWF)●

- ○レイヴェン(アライアンス) vs ウィリアム・リーガル(WWF)●

- 6人タッグマッチ -6-man Tag Team Match-

○クリス・キャニオン＆ショーン・スタージャック＆ヒュー・モラス(アライアンス) vs ビリー・ガン＆ビッグ・ショー＆アルバート(WWF)
- ○タジリ(WWF) vs タズ(アライアンス)●

- WWFハードコア王座戦 -WWF Hardcore championship-

●ジェフ・ハーディー(c)(WWF) vs ロブ・ヴァン・ダム(アライアンス)○
- ブラ・アンド・パンティ・マッチ -Bra and Panties Match-

○トリッシュ・ストラタス＆リタ(WWF) vs トリー・ウィルソン＆ステイシー・キーブラー●
特別レフェリー ミック・フォーリー
- 10人タッグマッチ -10-man Tag Team Match-

○ブッカー・T＆ライノ＆ダイヤモンド・ダラス・ペイジ＆ババ・レイ・ダッドリー＆ディーボン・ダッドリー(アライアンス) vs "ストーンコールド" スティーブ・オースチン＆カート・アングル＆クリス・ジェリコ＆ジ・アンダーテイカー＆ケイン(WWF)●